# 拉夫林嶺
拉夫林嶺（英語：Ravelin Ridge），是南極洲的山嶺，位於南設得蘭群島的克拉倫斯島，在1971年由英國南極名稱諮詢委員會命名，現時由南極條約體系管理。